# Heidelberg Hauptbahnhof
Der Heidelberg Hauptbahnhof, kurz Heidelberg Hbf, ist mit 55.000 Reisenden täglich (Stand: 2024) einer der größten Personenbahnhöfe Baden-Württembergs. Der erste Bahnhof entstand 1840 als Kopfbahnhof nahe der Heidelberger Altstadt. Städtebauliche Probleme durch den teilweisen Ausbau zum Durchgangsbahnhof 1862 und fehlende Erweiterungsmöglichkeiten führten Anfang des 20. Jahrhunderts zu der Entscheidung, den Bahnhof um gut einen Kilometer nach Westen zu verlegen und dort als Durchgangsbahnhof neu zu bauen. Unterbrochen von beiden Weltkriegen dauerte die Verlegung der Heidelberger Bahnanlagen über 50 Jahre. Das 1955 eingeweihte heutige Empfangsgebäude wird „zu den schönsten, baulich interessantesten Neubauten der Deutschen Bundesbahn“ gezählt; seit 1972 steht es als Kulturdenkmal von besonderer Bedeutung unter Denkmalschutz. Die Empfangshalle gilt als sanierungsbedürftig und soll in den kommenden Jahren umfangreich modernisiert werden.

## Geschichte

### Alter Bahnhof 1840–1955

Bahnhof Heidelberg, ca. 1845

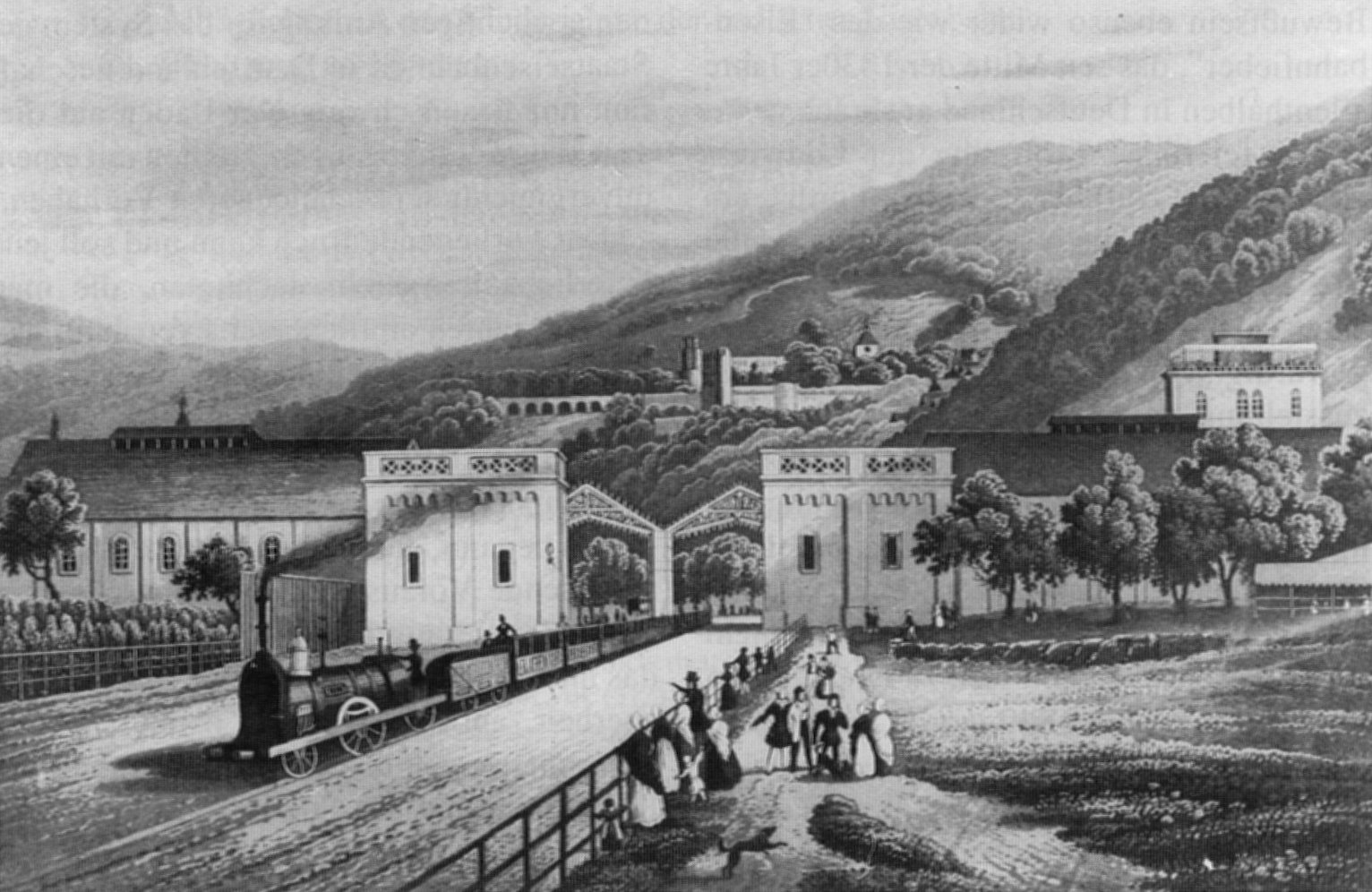
Ein Zug passiert bei der Ausfahrt aus dem alten Bahnhof die Tortürme (1840).

Am 12. September 1840 wurde in Heidelberg ein Kopfbahnhof als Endpunkt des ersten Streckenabschnittes der in Mannheim beginnenden Badischen Hauptbahn eröffnet. Die Form eines Kopfbahnhofs wurde gewählt, um eine Lage möglichst nahe an der Stadt zu erreichen. Der Bahnhof lag zwischen der heutigen Poststraße und der Bahnhofstraße; der Bahnhofsvorplatz grenzte an die Rohrbacher Straße.
Der vom Architekten Friedrich Eisenlohr entworfene Bahnhof bestand aus mehreren „schlicht gestaltete[n] Gebäude[n] klassizistischer Prägung“ mit einem „Hauch Romantik durch ornamentale Elemente“. Auf der Seite zur Stadt befand sich das „Hauptdienstgebäude“ aus Neckarsandstein, dessen rote Farbe im Kontrast zu dem mit Schiefer gedeckten Dach stand. Die zweischiffige Bahnsteighalle überdeckte vier Gleise, mit 75 Metern Länge und gut 28 Metern Breite war sie für damalige Verhältnisse vergleichsweise groß. Die Halle bestand aus einer Holzkonstruktion. Um größere Stützweiten überbrücken zu können, entschied sich Eisenlohr für eine Konstruktion, die ähnliche statische Verhältnisse wie spätere Stahlkonstruktionen aufwies. Die Gleisausfahrt flankierten zwei Tortürme, die als Wasserhochbehälter genutzt wurden. Innerhalb des Bahnhofs befanden sich sechs Weichen und 15 Drehscheiben, auf denen die noch leichten Wagen im Handbetrieb gedreht werden konnten. Laut dem ersten Fahrplan fuhren täglich vier Züge, die bis Mannheim eine Fahrzeit von 35 bis 40 Minuten benötigten.
1843 ging die Strecke von Heidelberg nach Karlsruhe in Betrieb. 1846 eröffnete die Main-Neckar-Eisenbahn-Gesellschaft die Verbindung von Frankfurt. Für sie entstand bis 1848 ein zweiter Bahnhof, direkt nördlich der bestehenden Anlage. Das zugehörige Empfangsgebäude wurde „in architektonisch beispielhafter Weise“ in die vorhandene Anlage integriert: Es war weitgehend spiegelsymmetrisch zu dem der Badischen Staatsbahn und wurde 1848 fertiggestellt. Da die Main-Neckar-Eisenbahn im Gegensatz zur mit 1600 Millimetern breitspurigen Badischen Staatsbahn normalspurig war, mussten bis zur Umspurung der badischen Bahn im April 1855 alle Güter umgeladen werden, wozu eine Güterhalle in der Mitte des Bahnhofs diente. Als Verbindung der beiden „Hauptdienstgebäude“ wurde ein Arkadengang errichtet, in dessen Mitte sich eine Toreinfahrt als Haupteingang zum Bahnhof befand. Zudem waren zwei dreigleisige Lokschuppen vorhanden, die über Weichen erreichbar waren, sowie eine über eine Schiebebühne zugängliche Remise für die Wagen. Der Bahnhof blieb in dieser Grundform bis zu seiner Verlegung gut 100 Jahre erhalten. Seit 1854 betrieb hier die Universitätsbuchhandlung Carl Schmitt eine Bahnhofsbuchhandlung, eine der ersten in Deutschland.

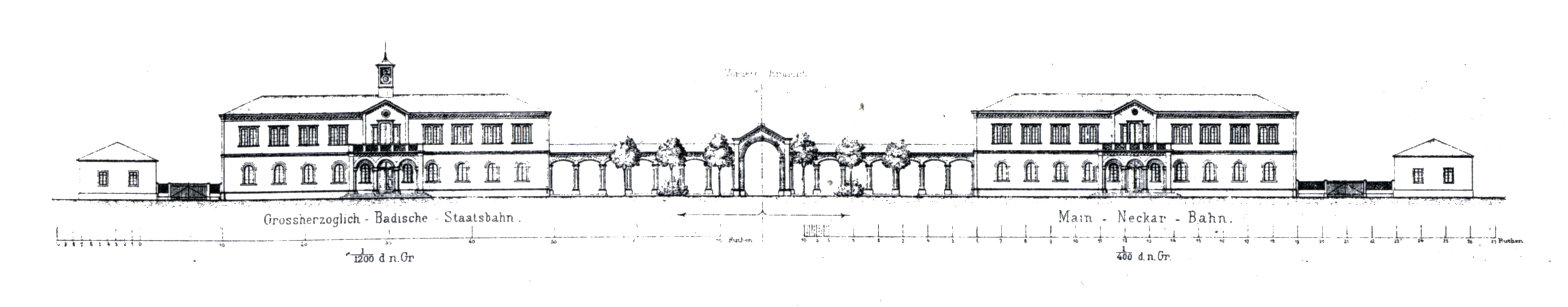
Straßenseitige Fassade des Doppelbahnhofs der BadStB und der MNB

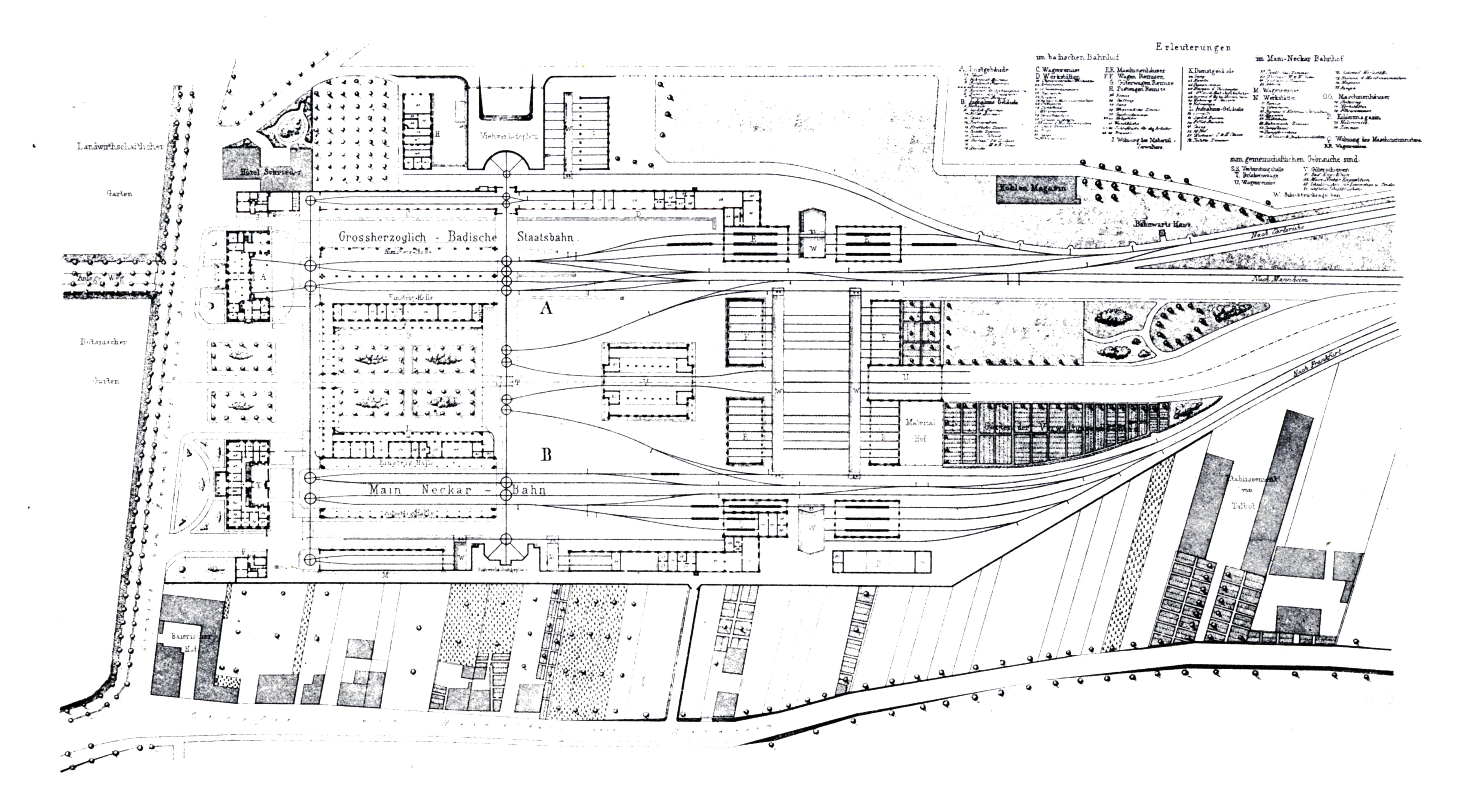
Gleisplan des Heidelberger Bahnhofs nach Umspurung der BadStB

Mit Eröffnung der Odenwaldbahn 1862 wurde der Bahnhof zum Durchgangsbahnhof und bei dieser Gelegenheit geringfügig nach Süden erweitert. 1873 wurde Heidelberg Endpunkt der Nebenstrecke nach Schwetzingen und Speyer. Eine 1864 in Betrieb gegangene Verbindungskurve („Kriegskurve“) zwischen den Strecken nach Mannheim und Karlsruhe sollte der Entlastung des Bahnhofs dienen, ebenso die Neuanlage eines Güter- und Rangierbahnhofs, der 1873 westlich der Römerstraße längs der Strecke nach Mannheim entstand. 1885 erhielt zumindest der Bahnhofsteil der Main-Neckar-Bahn ein Zentralstellwerk.
1888 wurden beide Bahnhöfe für den in diesem Jahr eingeführten Rechtsverkehr angepasst. Zwei Jahre später erhält er Anschluss ans BASA-Netz. Im Jahr 1893 wurde am Bahnübergang östlich des Empfangsgebäudes mit der Rohrbacher Straße auf dessen Ostseite eine Fußgängerunterführung erbaut.
1892 brannten Empfangsgebäude und Bahnsteighalle der Main-Neckar-Bahn ab.
Ab 1894 wurden der badische Bahnhof und der Main-Neckar-Bahnhof aufgrund eines Vertrages beider Bahngesellschaften schrittweise vereinigt, was bis auf wenige Ausnahmen 1895 abgeschlossen wurde. Seit 1897 gibt es hier eine Bahnhofsmission.
Zum 1. Juli 1911 entfiel die Bezeichnung „Hauptbahnhof“ im Stationsnamen, der Bahnhof hieß also einfach nur noch Heidelberg.
Am 23. Januar 1923 wurden neue Empfangs- und Abfertigungsräume in Betrieb genommen.
Zum 6. Oktober 1934 wurde der Bahnhof wieder in „Heidelberg Hbf“ umbenannt.

### Bahnhofsverlegung 1902–1955
Zu Beginn des 20. Jahrhunderts war rund um den Bahnhof mit Bergheim im Norden und der heutigen Weststadt im Süden eine geschlossene Bebauung entstanden, die eine Erweiterung des Bahngeländes verhinderte. 1902 verkehrten an Werktagen 340 Züge vom Heidelberger Hauptbahnhof; im Fahrplan 1954/1955 war die Zahl auf über 400 angestiegen. Dabei umfuhren wichtige Fernzüge Heidelberg, da die Aufnahmefähigkeit des Bahnhofs erschöpft war.
Zugleich beeinträchtigte der Bahnhof die städtebauliche Entwicklung der Stadt. Mit zunehmendem Straßenverkehr erwies sich insbesondere der 1862 beim Bau der Odenwaldbahn entstandene Bahnübergang der Rohrbacher Straße am heutigen Adenauerplatz als störend. Ende 1949 passierten 10.800 Fahrzeuge den Übergang, der täglich drei bis vier Stunden geschlossen war. Für Fußgänger stand seit 1893 eine Unterführung zur Verfügung. Auch Linien der Straßenbahn Heidelberg waren durch den Bahnübergang teils stark verspätet, daher mussten die Fahrgäste den Übergang ab 1948 zu Fuß passieren, da die Straßenbahnlinien beiderseits des Bahnübergangs endeten. Der Bahnübergang gilt als einer der Hauptgründe für die Bahnhofsverlegung.
Bereits 1873 gab es Überlegungen zur Verlegung des Bahnhofs. Dies stieß auf den Widerstand von Hoteliers, deren Betriebe sich im Umfeld des Bahnhofs angesiedelt hatten. Als 1892 eine der hölzernen Bahnhofshallen abbrannte, sollen sich Schaulustige das Übergreifen der Flammen auf den gesamten Bahnhof gewünscht haben. Die Verstaatlichung der Main-Neckar-Bahn 1895 erleichterte die in den 1890er Jahren anlaufenden Planungen. Zunächst bevorzugte die Stadt die Hochlegung des Bahnhofs an seinem alten Standort, um die zentrale Lage zu erhalten. 1901 stimmte der Heidelberger Bürgerausschuss einem Vorschlag der Badischen Staatsbahnen zu, einen neuen Durchgangsbahnhof gut einen Kilometer westlich des alten Standorts zu erbauen. Ein erster Entwurf der Badischen Staatsbahnen von 1908 sah einen Durchgangsbahnhof mit 20 Bahnsteiggleisen vor. Diese sollten im Linienbetrieb befahren werden. Die Gesamtbaukosten wurden auf 40 Millionen Mark veranschlagt.
Nach dem ersten Spatenstich 1902 entstand für den Personenbahnhof ein im Volksmund als Baggerloch bezeichneter Einschnitt von circa drei Kilometer Länge, bis zu 250 Meter Breite und vier bis fünf Meter Tiefe. Der Aushub wurde zum Bau eines Rangier- und Güterbahnhofs in Hochlage verwendet. Am 10. Juli 1913 wurde die das Baggerloch überquerende Czernybrücke fertiggestellt. Am 29. Oktober 1910 wurde nach 15 Monaten Vortrieb der knapp 2500 Meter lange Königstuhltunnel durchgeschlagen, der die Odenwaldbahn an die neuen Bahnanlagen anschließen sollte. Er war 1912 betriebsbereit.
Der südwestlich des Personenbahnhofs gelegene Rangierbahnhof ging nach sieben Jahren Bauzeit am 2. März 1914 in Betrieb. Bereits 1907 wurde der Wasserturm am Czernyring für diesen erbaut. Mit Beginn des Ersten Weltkriegs wurden die Bauarbeiten eingestellt. Zu diesem Zeitpunkt konnten die Güterzüge aus dem Odenwald durch den Königstuhltunnel geleitet werden, wodurch die Belastung der Bahnübergänge im Heidelberger Stadtgebiet verringert wurde.
Nach Kriegsende unterblieb zunächst infolge der wirtschaftlichen Situation die Fortsetzung des Bauvorhabens. Ab 1926 entstand zwischen dem geplanten Personenbahnhof und Wieblingen ein Bahnbetriebswerk, das am 1. Dezember 1927 in Betrieb ging. Die entsprechenden Anlagen im alten Hauptbahnhof wurden daraufhin trotz der weiteren Entfernung abgebaut, da man von einer baldigen Inbetriebnahme des neuen Hauptbahnhofs ausging. Zwischen 1932 und 1936 wurde der Karlstorbahnhof am östlichen Portal des Königstuhltunnels umgebaut. 1933 sah die Reichsbahndirektion Karlsruhe sich nicht imstande, auf absehbare Zeit den Weiterbau des Bahnhofs zu finanzieren.
In der Zeit des Nationalsozialismus war Carl Neinhaus, von 1929 bis 1945 Oberbürgermeister von Heidelberg, die „Schlüsselfigur“ bei den Planungen zur Verlegung des Bahnhofs. Neinhaus strebte eine umfassende Neugestaltung der Stadtmitte an, wozu die Räumung des Bahngeländes notwendig war. 1936 beauftragte die Stadt den Architekten Paul Bonatz mit der Anfertigung von Entwürfen, zwei Jahre später auch German Bestelmeyer, Hans Freese und Konstanty Gutschow. 1938 nahm Neinhaus Kontakt mit Albert Speer auf. Auf Vermittlung Speers unterzeichnete Adolf Hitler im Mai 1941 einen Erlass, durch den Heidelberg den Status einer sogenannten Neugestaltungsstadt erhielt. Hierdurch sollten die Planungen beschleunigt werden, um direkt nach Ende des Zweiten Weltkriegs mit den Baumaßnahmen beginnen zu können. In den Bauperioden 1908 bis 1914 und 1926 bis 1939 entstanden rund 80 Prozent der Gesamtanlagen des neuen Heidelberger Hauptbahnhofs.
Bei den Planungen, die 1943 kriegsbedingt eingestellt wurden, setzten sich Ideen von Freese durch: Eine breite Prachtstraße im Bereich des bisherigen Bahnhofsgeländes sollte den neuen Bahnhof mit der Stadtmitte verbinden. Blickpunkte der Straße sollten im Osten das Heidelberger Schloss und im Westen das Empfangsgebäude des neuen Bahnhofs sein. Dabei sollte das Empfangsgebäude senkrecht zur Straße und schräg zu den Gleisen angeordnet werden.
Im Zweiten Weltkrieg wurde der Bahnhof nur wenig beschädigt; betroffen waren insbesondere Teile des Betriebswerks und des Güterbahnhofs. Ab 1947 begann eine weitere öffentliche Debatte über den Weiterbau des Bahnhofs. Von den geplanten Anlagen im Wert von 70 Millionen DM (nach dem Wert von 1952) waren bis Kriegsende 80 % fertiggestellt worden. Bei einer Überarbeitung der Planungen wurde die Zahl der Bahnsteiggleise von 20 auf acht reduziert, so dass die restlichen Baukosten 12 Millionen DM betrugen. Zur Finanzierung trug das Land Württemberg-Baden mit einem Kredit über 2,5 Millionen DM bei. Ein weiterer erster Spatenstich am 12. September 1950 leitete das am 19. Januar 1950 beschlossene erste große Bauprojekt der 1949 gegründeten Deutschen Bundesbahn ein, bei dem das seit 1914 weitgehend ungenutzte Baggerloch um 50 Zentimeter vertieft wurde, um den Raum für die geplante Elektrifizierung zu gewinnen.

### Neuer Bahnhof ab 1955

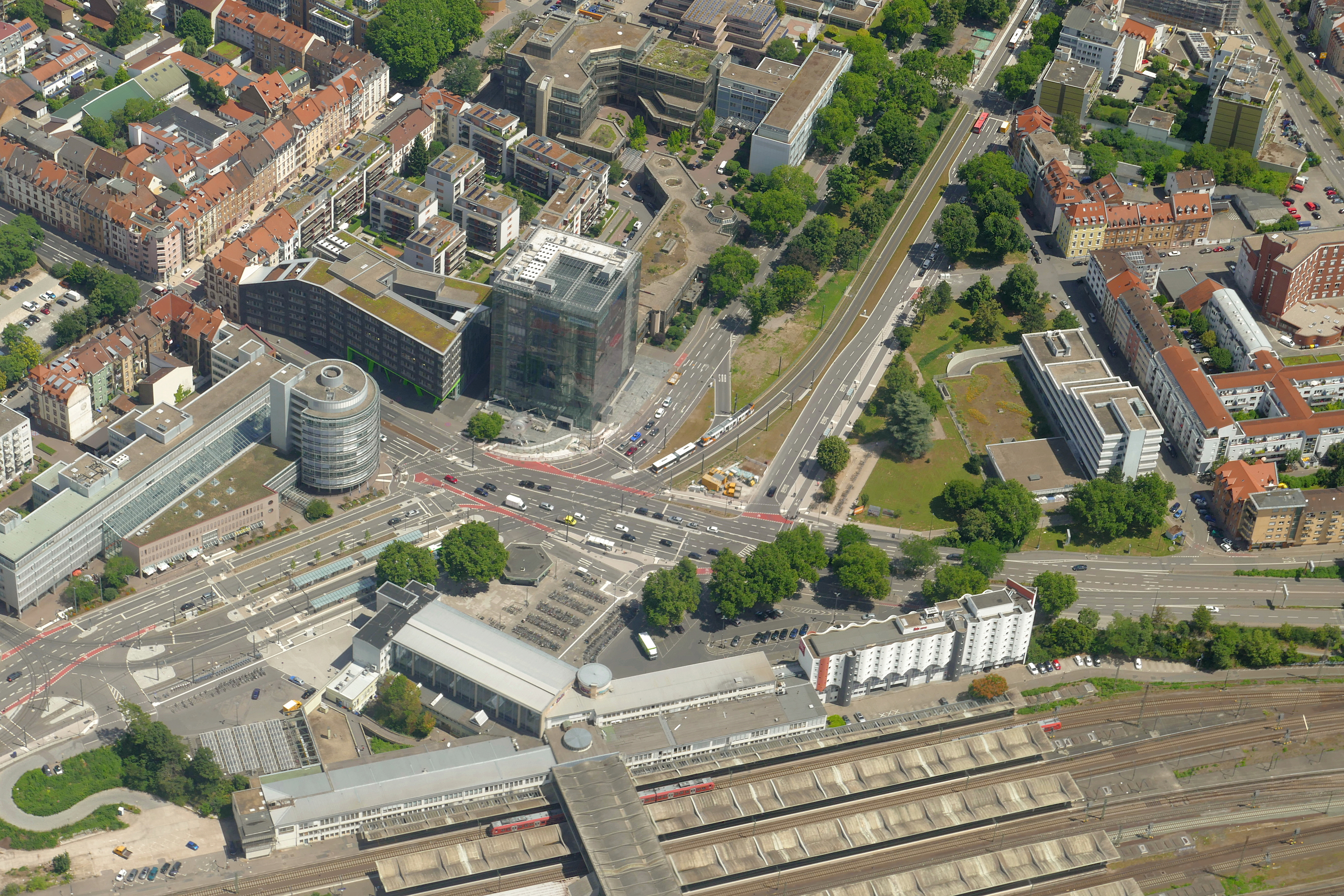
Empfangsgebäude und Willy-Brandt-Platz im Luftbild

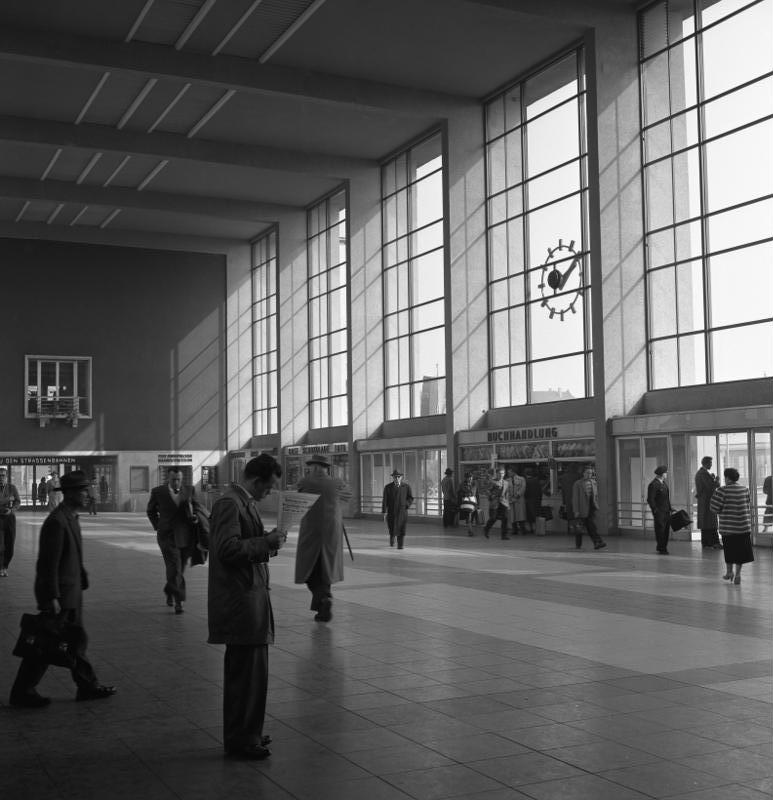
Schalterhalle des neuen Empfangsgebäudes, 1957

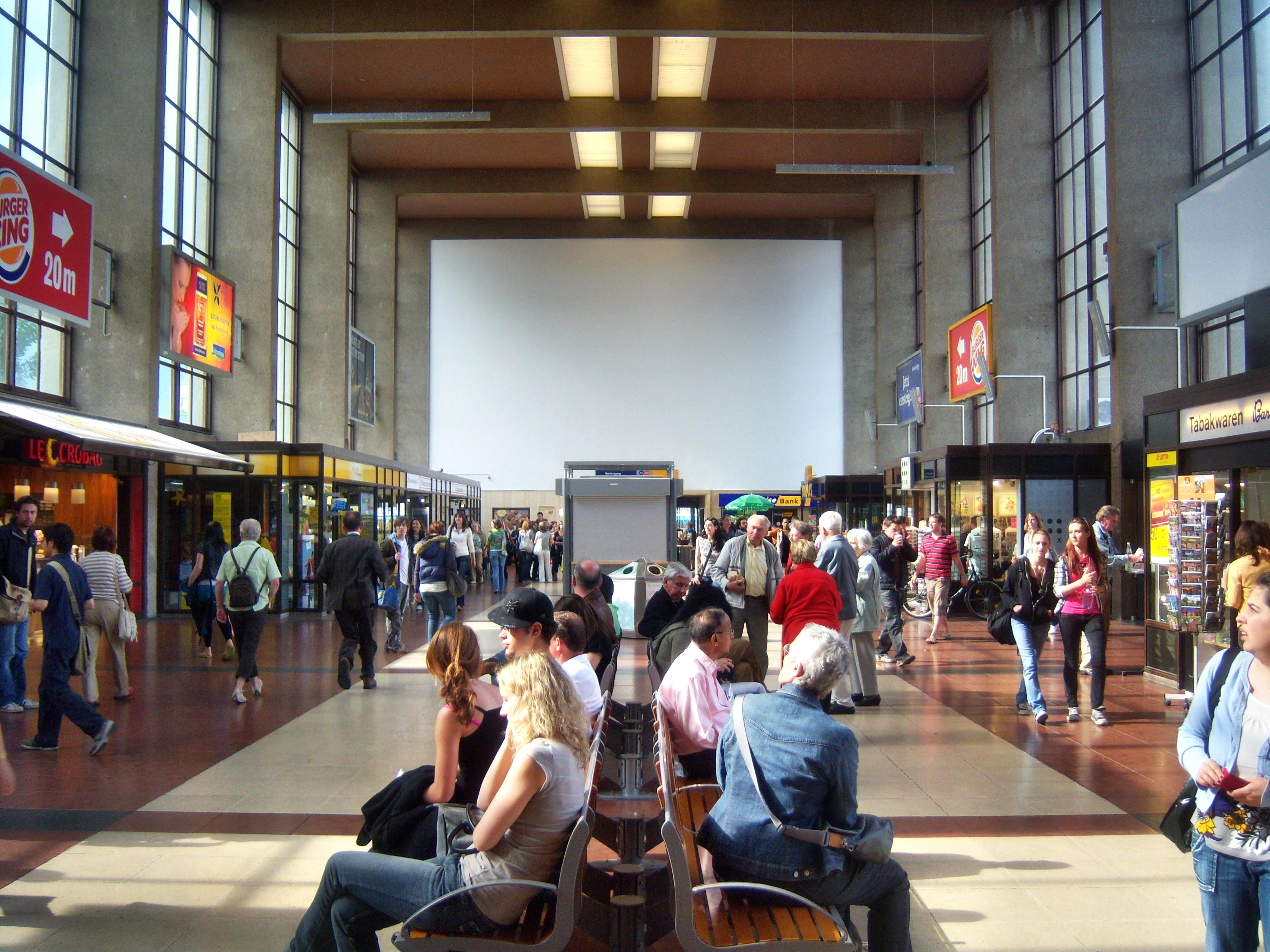
Schalterhalle, 2008

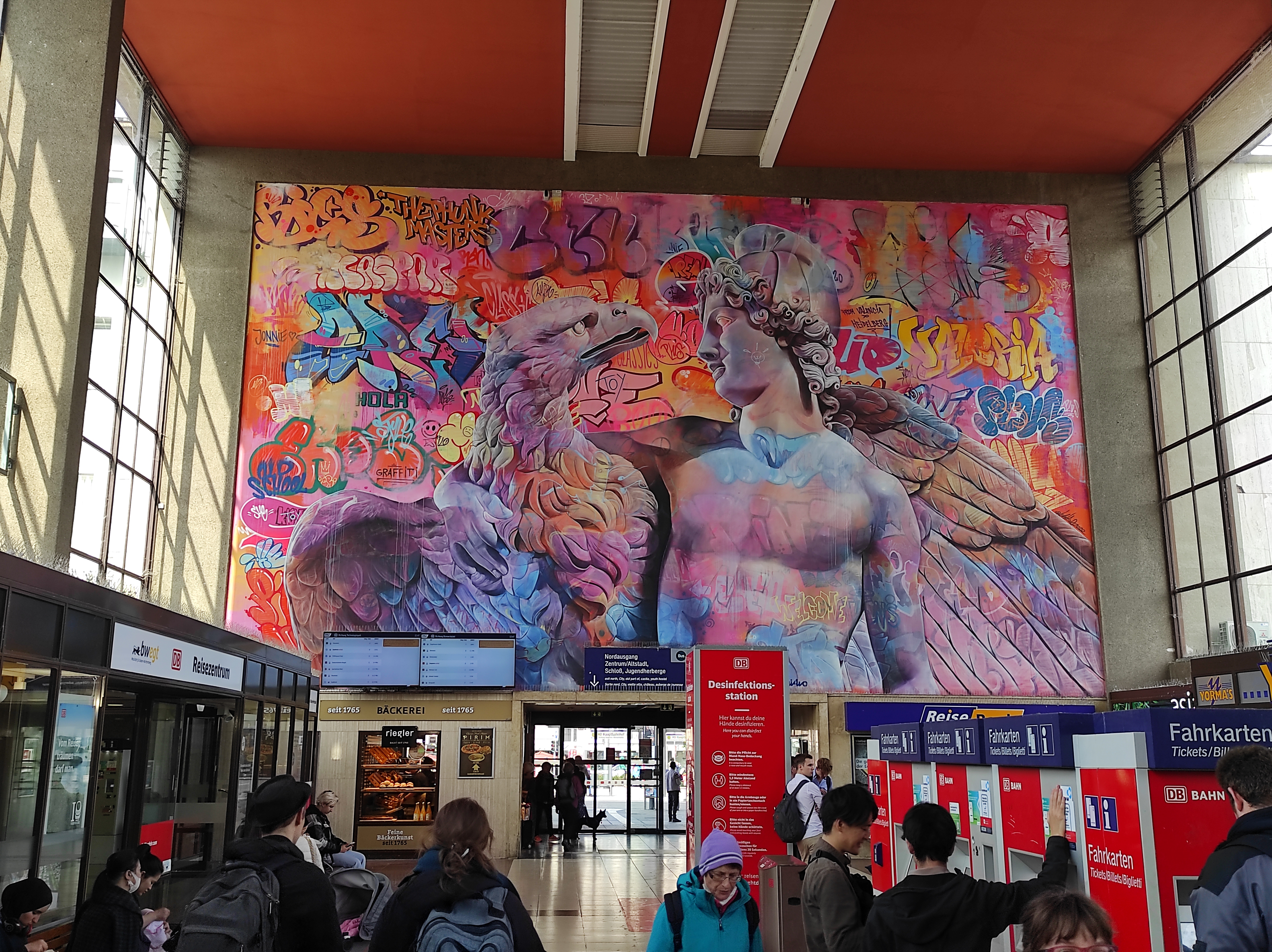
Ganymed-Graffiti des Duos PichiAvo. Das riesige Wandgemälde ist an der Nordwand der Bahnhofshalle zu sehen, 2022.

Als erster Teil des neuen Hauptbahnhofs wurde am 7. April 1952 die Güterabfertigung eröffnet. Am 17. Dezember 1952 war das Richtfest des neuen Empfangsgebäudes.
Am 5. Mai 1955 wurde der neue Hauptbahnhof von Bundespräsident Theodor Heuss eingeweiht. Heuss, der einige Jahre in Heidelberg gelebt hatte, war mit einem Sonderzug von Bruchsal kommend in Heidelberg eingetroffen. Die eigentliche Inbetriebnahme des Bahnhofs erfolgte in der Nacht vom 7. auf den 8. Mai. Hierbei mussten zwei Dämme, über die der alte Bahnhof noch provisorisch erreichbar war, abgetragen werden. Unter den Dämmen waren bereits die Gleisanschlüsse zum neuen Bahnhof vorbereitet. Als letzter planmäßiger Zug verließ am 8. Mai um 04:22 ein Personenzug nach Heilbronn den alten Hauptbahnhof. Am selben Tag zog das Bahnpostamt vom Ebertplatz an den Czernyring um. In den ersten Tagen nach Betriebsaufnahme kam es zu Anlaufschwierigkeiten, die auf technische Probleme mit den Weichen und auf die noch fehlende Erfahrung des Personals mit den neuen Anlagen zurückgeführt wurden. Mit dem neuen Fahrplan hielten 18 Züge des Fernverkehrs zusätzlich in Heidelberg, die bislang die Stadt wegen der Überlastung des Hauptbahnhofs umfahren hatten.
Das Empfangsgebäude des neuen Bahnhofs entwarf der Architekt und Direktor der Bundesbahndirektion Stuttgart Helmuth Conradi (1903–1973), der in den 1920er Jahren bei Paul Schmitthenner und Paul Bonatz Architektur studiert hatte und von der Stuttgarter Schule beeinflusst war. Die Schalterhalle mit gläsernen Längsfassaden ist – wie in den Entwürfen von Hans Freese aus der Zeit des Nationalsozialismus vorgesehen – in einem Winkel von 50 Grad zu den Gleisen angeordnet. An der Südwand der 53 Meter langen, 16 Meter breiten und 12 Meter hohen Halle befindet sich ein Sgraffito von JoKarl Huber zum Thema Bewegung („Helios mit dem Sonnenwagen“). Ein zweiter, parallel zu den Gleisen angeordneter Gebäudetrakt nahm im Erdgeschoss die Gepäck- und Expressgutabfertigung, Wartesäle und die Bahnhofsgaststätte sowie in den Obergeschossen Dienststellen der Bundesbahn auf. Im Winkel zwischen beiden Gebäudeteilen befindet sich ein als „Gelenk“ interpretiertes kreisrundes Treppenhaus. Angebaut an das Empfangsgebäude überspannt eine 91 Meter lange und rund 20 Meter breite Halle die Bahnsteige. Das Dach der vollverglasten Halle wurde in geschwungenen Formen aus Spannbeton hergestellt.
Bei der Einweihung 1955 wurde das Empfangsgebäude zum Teil als „Glaskasten der Unnahbarkeit“ kritisiert; spätere Stimmen würdigen die Querbahnsteighalle als „baukünstlerische und betriebliche Höchstleistung“. Den gläsernen Längsfassaden wird eine bis dahin bei „Bahnhofsbauten unbekannte Eleganz und Leichtigkeit“ zugesprochen; sie entsprächen den „Idealen der Architektur der 1950er Jahre von Transparenz, Leichtigkeit und Weiträumigkeit.“ Dabei stehe die Modernität der gläsernen Fassade im Gegensatz zur „vertikale[n] Gliederung der Empfangshallenfassade mit vergleichsweise kräftigen, klassizistisch wirkenden Dachstützen aus Beton“, so eine Veröffentlichung des Landesdenkmalamts für Baden-Württemberg von 2010.
Das zentrale Siemens-Drucktastenstellwerk Hf wurde im Empfangsgebäude untergebracht. Es ersetzte zehn Stellwerke des alten Bahnhofs; die Zahl der in den Stellwerken Beschäftigten reduzierte sich von 45 auf sieben. Für die neue Abstellgruppe West neben dem Betriebsbahnhof gab es das Weichenwärterstellwerk 3 der Bauart Sp Dr L. 1972 wurde das Stellwerk umgebaut, der Stellbereich mittels eines Sp-Dr-S-60-Stellwerks um die Abzweigstellen Heidelberg-Wieblingen und Heidelberg Königstuhl und den Bahnhof Heidelberg-Kirchheim erweitert. Außerdem wurde  eine Stelltafel eingebaut, die Bedienung der alten Stellwerksteile an die eines Sp-Dr-S-60-Stellwerks angepasst und eine Fernsteuerung des Dr-S-2-Stellwerks Heidelberg Karlstor eingerichtet.
Auf der Westseite entstand für die United States Army ein eigener Bereich mit einem weiteren Bahnsteig. Für die Verladung von Gepäck und Postsendungen in die Reisezüge wurden zwei Gepäcktunnel gebaut. Statt der bis dahin üblichen Aufzüge entstanden erstmals Rampen als Verbindung zu den Bahnsteigen. Zum Abstellen in Heidelberg endender Züge entstand im Westen nahe dem Betriebswerk die Abstellgruppe West mit 12 Gleisen, einer Waschanlage und einer Wagenwerkstätte. Eine weitere Abstellgruppe östlich des Bahnhofs mit vier Gleisen diente dort kurz wendenden Zügen.

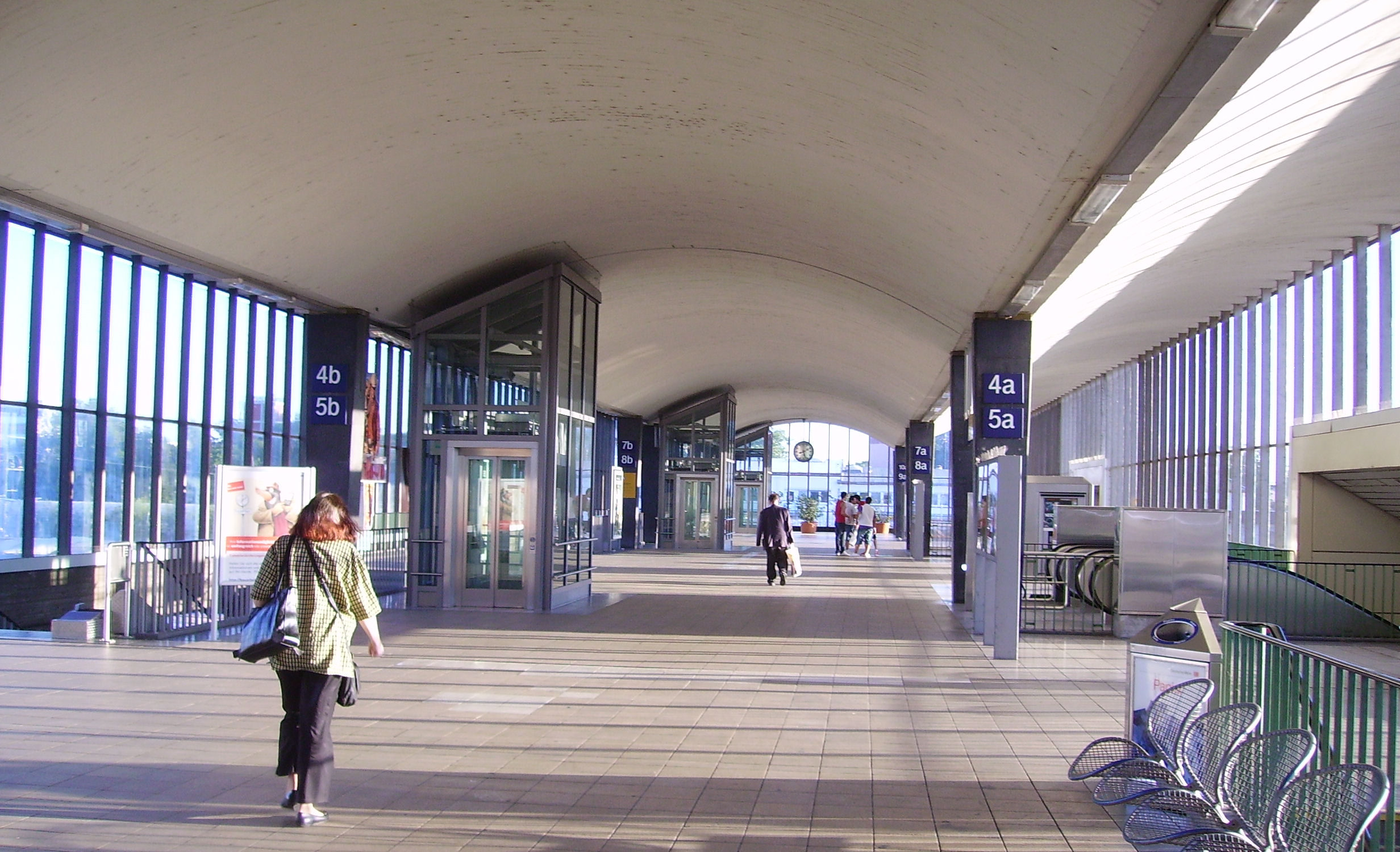
Querbahnsteighalle im Jahr 2008, nach Einbau von Rolltreppen und Aufzügen

Da der neue Heidelberger Hauptbahnhof ab 1955 vollständig elektrifiziert war, konnten elektrische Rangierlokomotiven eingesetzt werden. Die zunächst in Heidelberg beheimateten Lokomotiven der Baureihe E 69 wurden 1964 durch die Baureihe E 60 abgelöst. Ebenfalls im Heidelberger Betriebswerk stationiert waren ab 1962 die ersten Schnellzuglokomotiven der Baureihe E 10.12 und Nahverkehrstriebwagen der Baureihe ET 56. 1965 endete die Stationierung von Dampflokomotiven in Heidelberg, 1968 wurde die Bekohlungsanlage stillgelegt. Ab 1970 wurden nur noch Rangierlokomotiven und Triebwagen in Heidelberg unterhalten, im Mai 1989 schloss das Betriebswerk.
1966 wurde die Nebenstrecke nach Schwetzingen stillgelegt. Mit der Etablierung des nur 17 km entfernten Mannheimer Hauptbahnhofs als ICE-Knoten in den 1990er Jahren fielen viele Fernverbindungen nach Heidelberg weg. Zum 40. Jahrestag der Einweihung des neuen Hauptbahnhofs konstatierte die Heidelberger Rhein-Neckar-Zeitung eine zunehmende Bedeutungslosigkeit des Bahnhofs im internationalen Bahnverkehr, die im Widerspruch zu Zukunftsprognosen des Jahres 1955 stehe. Im Jahr 1989 wurde das Betriebswerk aufgegeben.
Auf dem westlichen Vorplatz hat der sich um Stadtmarketing kümmernde Heidelberger Verkehrsverein im November 1971 einen Informationspavillon eröffnet.
Der Rangierbahnhof war einer der Knotenbahnhöfe im InterCargo-Güterzugkonzept, bis diese Funktion 1989 der Mannheimer Rangierbahnhof übernahm. Am 30. November 1997 wurde die Strecke zwischen Rangierbahnhof und Abzweigstelle Königstuhl stillgelegt. Die Strecke von Mannheim-Friedrichsfeld Südein/ausf über Heidelberg Rbf nach Heidelberg-Kirchheim – und somit auch der Rangierbahnhof selbst – wurde am 27. September 1998 stillgelegt. Das Rangierbahnhofsgelände wurde am 30. November 2000 entwidmet, die Anlagen ab 2006 zurückgebaut.
Im Frühjahr 2003 wurden Aufzüge zwischen der Querbahnsteighalle und den Bahnsteigen als barrierefreier Zugang in Betrieb genommen. Bereits 1987 waren an den Bahnsteigen für den InterCity-Verkehr Rolltreppen installiert worden. Seit Dezember 2003 ist der Heidelberger Hauptbahnhof ein Knotenpunkt der S-Bahn RheinNeckar.
Am 27. November 2006 ging ein Elektronisches Stellwerk von Thales am Bahnhof in Betrieb. Neben dem Hauptbahnhof steuert es auch die Bahnhöfe Heidelberg-Kirchheim/Rohrbach und Karlstor sowie die Abzweigstelle Heidelberg-Wieblingen. Das Stellwerk wird aus der Betriebszentrale Karlsruhe fernbedient. Insgesamt wurden rund 50 Millionen Euro investiert. Dabei blieb das Gebäude des Stellwerks unverändert erhalten.
Mit der Einstellung der Postbeförderung mit der Bahn wurde im Juli 1997 das Bahnpostamt stillgelegt, das sich südlich des Hauptbahnhofs nahe der Montpellier-Brücke befand. Am 1. Juni 1997 wurde der Güterbahnhof Heidelberg und somit die Stückgutabfertigung und Behandlung von Wagenladungen in Heidelberg aufgegeben. Im ursprünglich auf eine Kapazität von 2500 Wagen pro Tag ausgelegten Bahnhof wurden zuletzt noch 400 bis 500 Wagen täglich abgefertigt. Auf dem Gelände des Güterbahnhofs und des Bahnbetriebswerks soll mit der Bahnstadt ein neuer Stadtteil entstehen, erste Gebäude sind seit 2010 in Bau. Zur Erschließung der Bahnstadt wurde ab Januar 2011 die Querbahnsteighalle des Hauptbahnhofs nach Süden verlängert.
Anfang 2021 wurde auf dem Vorplatz ein Videoüberwachungssystem in Betrieb genommen, das die Aufnahmen an das Polizeipräsidium Mannheim übermittelt, wo diese gespeichert werden und eine automatische Erkennung von Bewegungsmustern erfolgt.
2021 kündigte die Deutsche Bahn an, 580.000 Euro aus einem Konjunkturprogramm für die Instandhaltung des Bahnhofs aufzuwenden, insbesondere am „Querbahnsteig“.
Bis April 2024 entstand am südlichen Ende des Querbahnsteigs eine 14 m lange Fußgängerbrücke zum im Bau befindlichen Quartier Europaplatz. Damit wurde die Bahnstadt mit dem Congress Centrum und der Straßenbahnhaltestelle „Hauptbahnhof Süd“ direkt (ohne Treppen oder Aufzüge, wie bisher) an den Bahnhof angebunden.
Für 2026 plant die Deutsche Bahn umfangreiche Umbau- und Erweiterungsmaßnahmen. Dabei soll unter anderem das Empfangsgebäude saniert werden. Die Bauarbeiten sollen bis 2029 abgeschlossen sein.
Mit rund 55.000 Reisenden pro Tag ist der Bahnhof um 2024 einer der größten Personenbahnhöfe in Baden-Württemberg.

### Weiternutzung des alten Bahnhofsgeländes

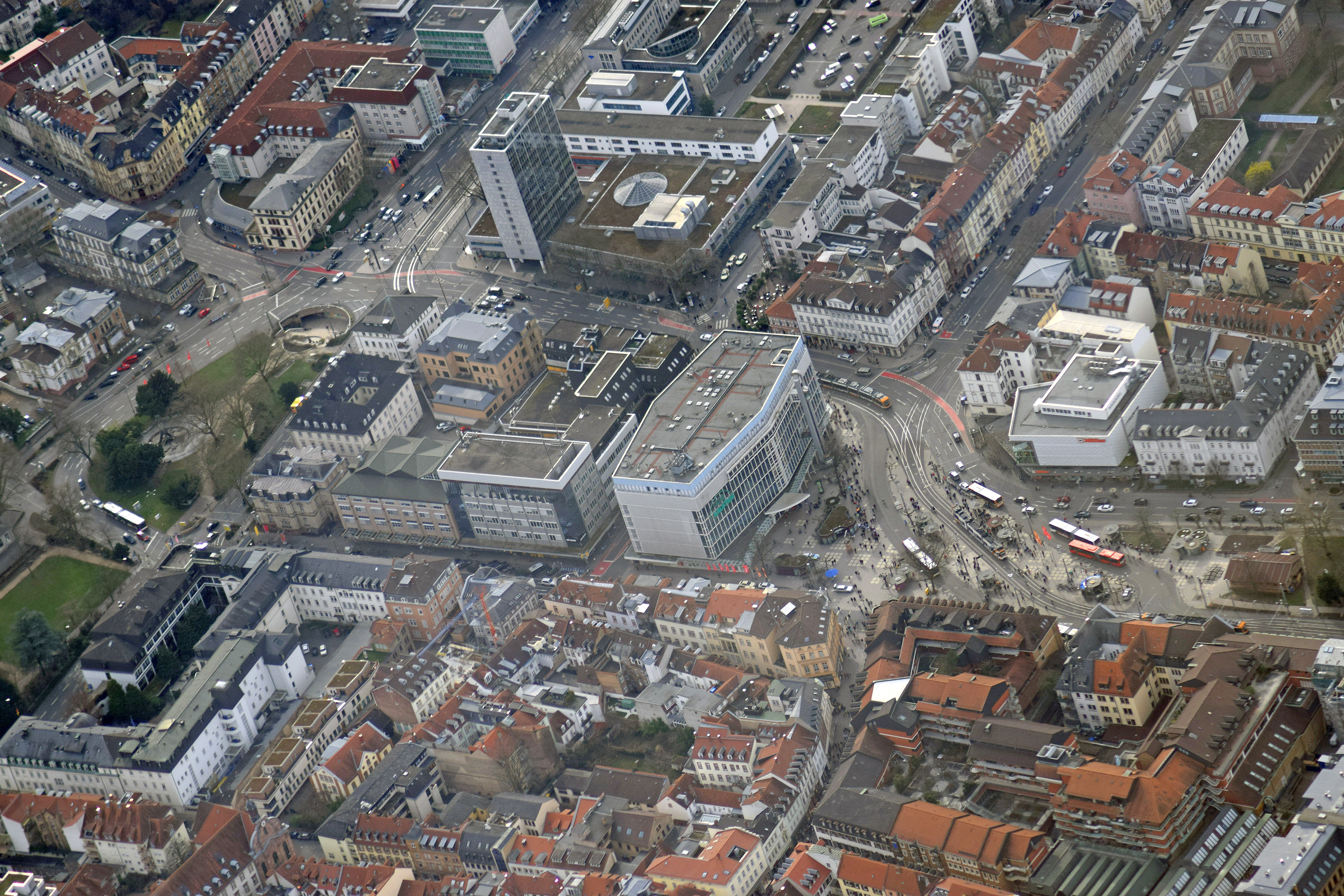
Bismarckplatz in Heidelberg sowie das Hochhaus „Menglerbau“

Mit der Verlegung des Heidelberger Hauptbahnhofs im Mai 1955 wurden 24 Hektar Bahngelände frei. Von der Stadtverwaltung Anfang der 1950er Jahre entwickelte Bebauungspläne griffen Ideen der in der Zeit des Nationalsozialismus entstandenen Planungen auf: Vorgesehen war der Bau einer großzügig dimensionierten Verbindungsstraße in Ost-West-Richtung, der bis zu 70 Meter breiten Kurfürstenanlage. Rund 60 % der frei gewordenen Fläche wurden dem damaligen Zeitgeist entsprechend im Sinne einer autogerechten Stadt für die Anlage von Straßen und Plätzen verwendet. Carl Neinhaus, der nach seiner Absetzung 1945 sieben Jahre später erneut zum Heidelberger Oberbürgermeister gewählt wurde, hielt 1955 die Hoffnung für berechtigt, dass „die neue Verbindungsstraße in verhältnismäßig kurzer Zeit eine lebendige Straße mit Geschäften“ wird. Entstehen solle eine „Visitenkarte der Stadt“, so Neinhaus.
Im Juli 1956 wurde eine Straßenbahnstrecke durch die Kurfürstenanlage zum neuen Hauptbahnhof eröffnet. Die Bebauung der Straße erfolgte schrittweise, dabei entstanden insbesondere Verwaltungsbauten, unter anderem für das Landgericht Heidelberg. Anfang der 1960er Jahre wurde am Ort des früheren Hauptbahnhofs der Menglerbau errichtet, das bis heute einzige Wohnhochhaus der Heidelberger Innenstadt. Am neuen Bahnhofsvorplatz, mittlerweile nach Willy Brandt benannt, errichtete 1990 die Berufsgenossenschaft Chemie, die heutige BG RCI, ein Gebäude. 2000 entstand die Print Media Academy, ein Büro- und Schulungsgebäude der Heidelberger Druckmaschinen AG, vor dem sich die Skulptur S-Printing Horse befindet. Seit Mai 1993 wird die unmittelbar nördlich des Empfangsgebäudes liegende Straßenbahnhaltestelle auch von Zügen der Oberrheinischen Eisenbahn-Gesellschaft (OEG) angefahren. Hierzu wurde die OEG-Strecke Richtung Wieblingen verlegt und am Hauptbahnhof an das Straßenbahnnetz angeschlossen.
Die städtebauliche Entwicklung der Kurfürstenanlage wurde 2010 als „ernüchternd“ beschrieben. Die erhofften Geschäfte, Cafés und Restaurants seien ausgeblieben; für Fußgänger sei die Straße aufgrund des hohen Verkehrsaufkommens unattraktiv. Die Rhein-Neckar-Zeitung konstatierte 1995, der Bahnhof liege „nach wie vor etwas abseits ‚draußen im Westen‘, ohne die erwartete starke Sogwirkung.“ Das erwartete Zusammenwachsen der Stadtteile Bergheim und Weststadt sei ausgeblieben, die an der Kurfürstenanlage entstandenen Behördengebäude seien „reichlich triste“. Im Jahr 2011 wurde mit dem Abriss der Bürogebäude entlang der Kurfürstenanlage begonnen; diese wurden in den folgenden Jahren größtenteils durch Wohnungen ersetzt, um diesen Teil der Innenstadt attraktiver machen.

## Zugbetrieb

### Fernverkehr

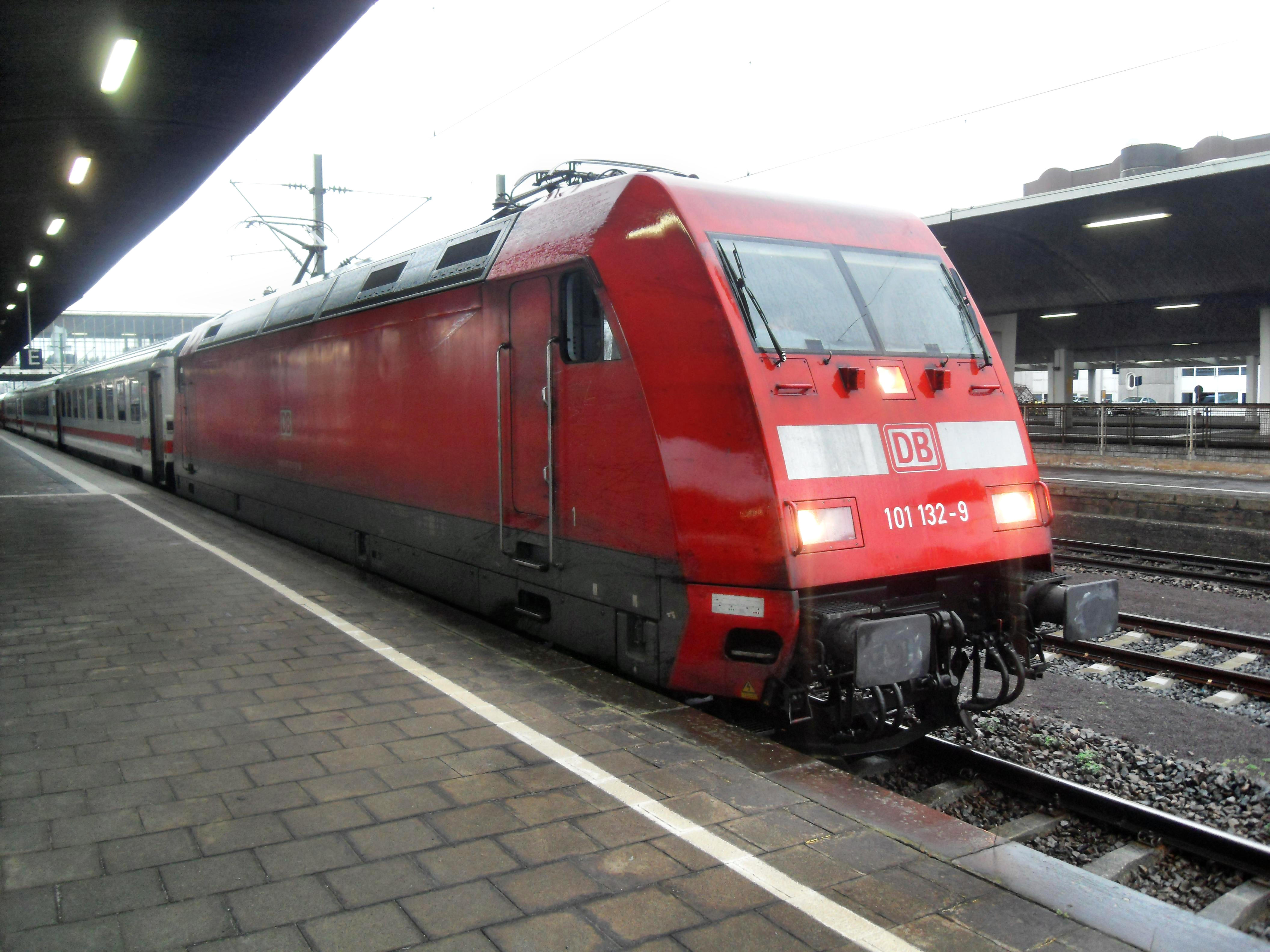
Eurocity im Heidelberger Hauptbahnhof

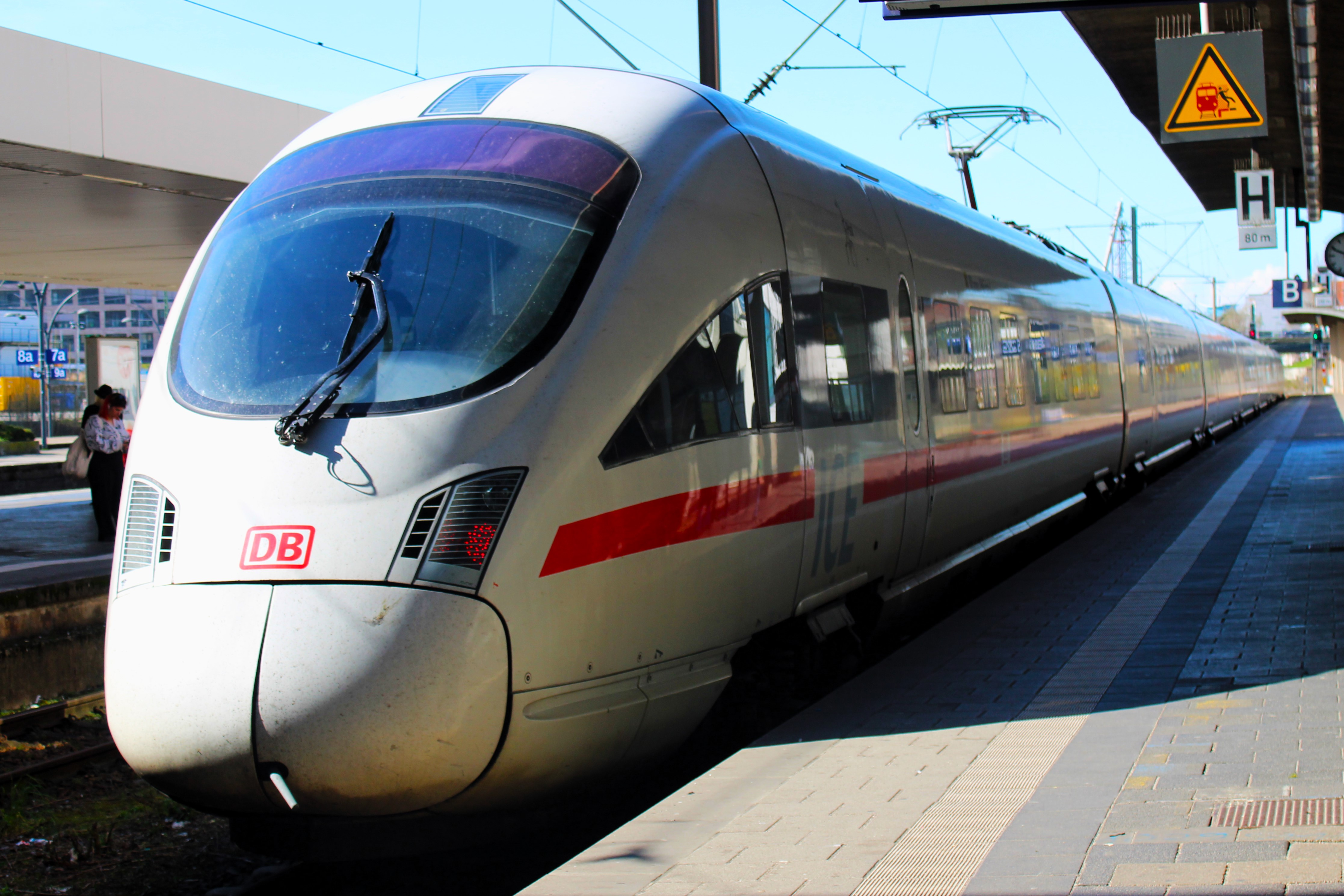
ICE T am Heidelberger Hauptbahnhof

Im Schienenpersonenfernverkehr wird der Bahnhof Heidelberg von den folgenden Intercity-Linien, einzelnen EuroCity und Intercity-Express-Zügen sowie von der Flixtrain-Linie FLX 10 bedient:
| Linie     | Linienverlauf | Taktfrequenz                                                                   |
| --------- | --- | ------------------------------------------------------------------------------ |
| ICE 22    | Hamburg-Altona – Hamburg – Hannover – Göttingen – Kassel-Wilhelmshöhe – Frankfurt am Main – Mannheim – Heidelberg – Stuttgart | ein Zugpaar                                                                    |
| ICE 26    | (Stralsund –) Hamburg – Hannover – Göttingen – Kassel-Wilhelmshöhe – Gießen – Frankfurt am Main – Darmstadt – Weinheim -Heidelberg – Bruchsal – Karlsruhe | Zweistundentakt                                                                |
| IC(E) 32  | Berlin – Stendal – Hannover – (Osnabrück – Münster – Essen – ) Duisburg – Düsseldorf – Köln – Bonn – Koblenz – Mainz – Mannheim – Heidelberg – Vaihingen (Enz) – Stuttgart (– Göppingen – Ulm – Aulendorf – Friedrichshafen – Lindau-Reutin – Bregenz – Innsbruck) bzw. (– Ulm – München – Salzburg – Villach – Klagenfurt)                                                          | vier bis sieben Zugpaare                                                       |
| ICE 35    | Norddeich Mole – Emden – Münster – Recklinghausen – Gelsenkirchen – Oberhausen – Duisburg – (Düsseldorf Flughafen–) Düsseldorf – Köln – Bonn – Koblenz – Mainz – Mannheim – Heidelberg – Vaihingen (Enz) – Stuttgart | ein Zugpaar am Wochenende                                                      |
| ICE 42    | Dortmund – Bochum – Essen – Duisburg – Düsseldorf – Köln – Köln/Bonn Flughafen – Siegburg/Bonn – Montabaur – Wiesbaden – Mainz – Frankfurt am Main – Mannheim – Heidelberg – Bruchsal – Karlsruhe – Vaihingen – Ludwigsburg – Stuttgart – Ulm – Augsburg – München | ein Zugpaar                                                                    |
| ICE 45    | Köln – Köln/Bonn Flughafen – Siegburg/Bonn – Montabaur – Wiesbaden – Mainz – Mannheim – Heidelberg – Vaihingen – Stuttgart | ein Zugpaar (Mo–Fr)                                                            |
| IC 26     | Westerland – Hamburg – Hannover – Göttingen – Kassel-Wilhelmshöhe – Gießen – Frankfurt am Main – Darmstadt – Weinheim -Heidelberg – Bruchsal – Karlsruhe | einzelne Züge                                                                  |
| IC 30     | (Ostseebad Binz – Stralsund –) bzw. (Westerland –) Hamburg – Bremen – Osnabrück – Münster – Dortmund – Bochum – Essen – Duisburg – Düsseldorf – Köln – Bonn – Koblenz – Mainz – Mannheim – Heidelberg – Vaihingen – Stuttgart | Zweistundentakt                                                                |
| IC 34     | (Stuttgart – Pforzheim – Karlsruhe – Heidelberg – Mannheim – Frankfurt-Flughafen –) Frankfurt – Wetzlar – Siegen – Kreuztal – Finnentrop – Iserlohn – Witten – Dortmund | Mo–Fr: ein Zug (nachts)                                                        |
| IC 55     | Tübingen – Reutlingen – Metzingen – Nürtingen – Plochingen – Stuttgart – Vaihingen (Enz) – Heidelberg – Mannheim – Mainz – Koblenz – Bonn – Köln – Solingen – Wuppertal – Hagen – Dortmund – Hamm – Bielefeld – Herford – Bad Oeynhausen – Minden (Westfalen) – Hannover – Braunschweig – Magdeburg – Halle – Leipzig/Halle Flughafen – Leipzig – Riesa – Dresden-Neustadt – Dresden | ein Zugpaar täglich (IC 2047/2048) Durchgeführt mit: IC2 (Bombardier Twindexx) |
| ICE/EC 62 | Frankfurt am Main – Darmstadt – Weinheim - Heidelberg – Stuttgart – Ulm – Günzburg – Augsburg – München – Salzburg (– Villach – Klagenfurt) | vier Zugpaare                                                                  |
| FLX 10    | Stuttgart – Heidelberg – Darmstadt – Frankfurt am Main – Fulda – Eisenach – Gotha – Erfurt – Halle (Saale) – Berlin | 1–2 Zugpaare                                                                   |

### Regionalverkehr

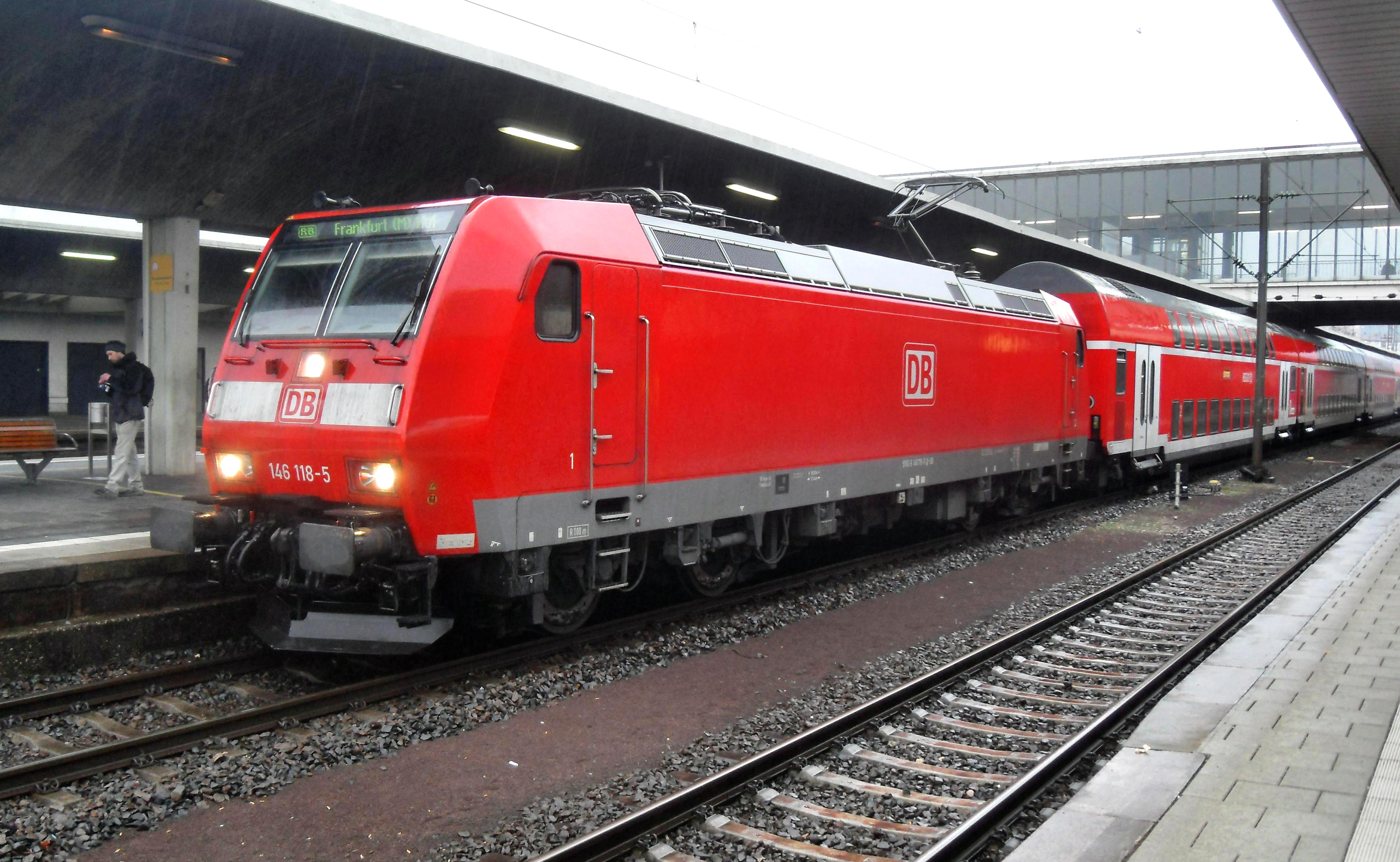
Regionalbahn mit Elektrolokomotive der Bauart Bombardier TRAXX in Heidelberg Hbf auf dem Weg nach Frankfurt Hbf über die Bahnstrecke Frankfurt am Main–Heidelberg

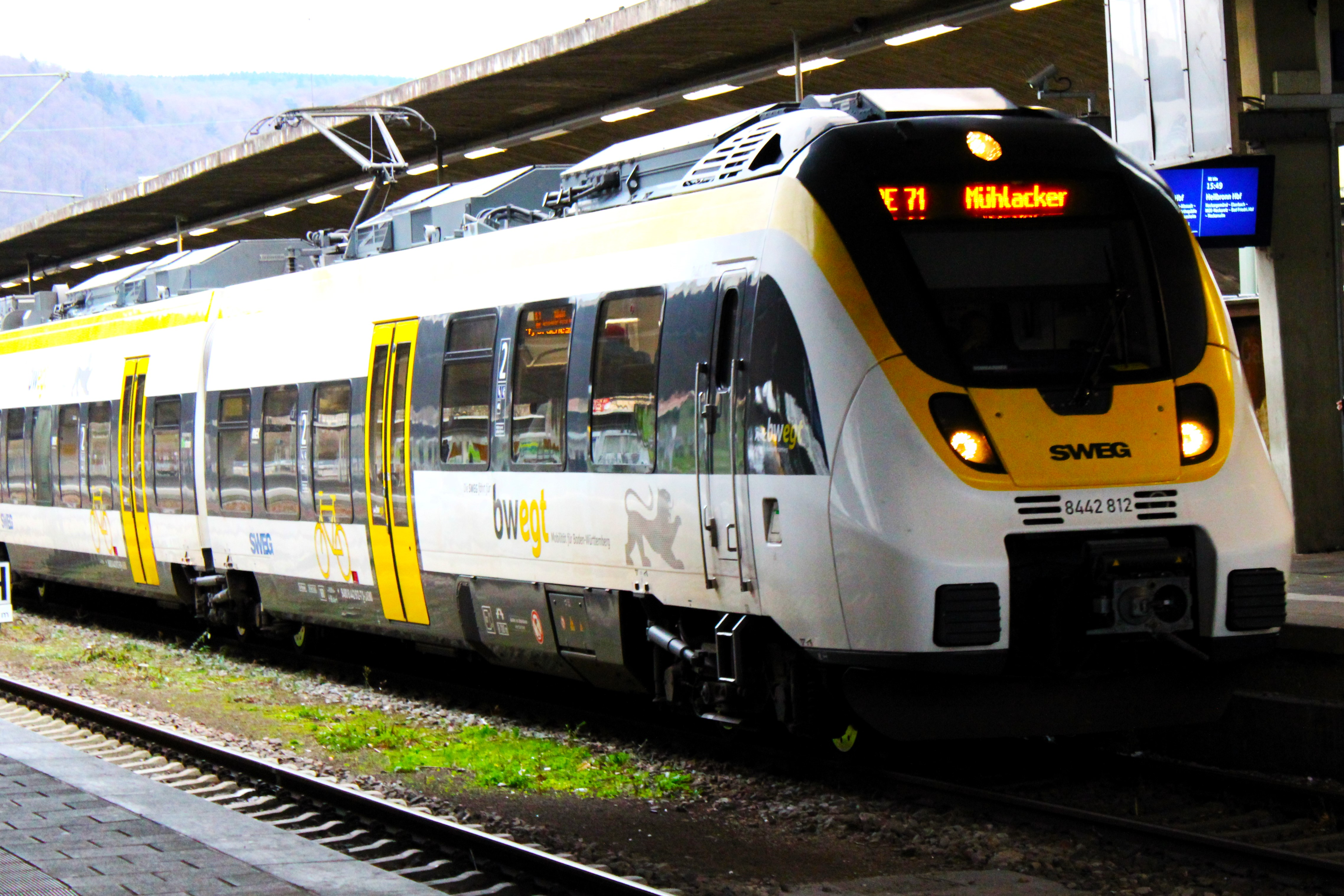
Talent 2 in bwegt Lackierung betrieben für die SWEG auf der RE 71

Im Schienenpersonennahverkehr verkehren eine stündliche Regionalbahn-Linie über Darmstadt nach Frankfurt, sowie montags bis freitags nach Wiesloch-Walldorf über Heidelberg-Kirchheim/Rohrbach, zwei Regional-Express-Linien nach Heilbronn, jeweils zweistündlich abwechselnd über Sinsheim oder Eberbach und Mosbach-Neckarelz, sowie eine stündliche Regional-Express-Linie nach Karlsruhe.
| Linie  | Strecke | Takt             | EVU                 |
| ------ | --- | ---------------- | ------------------- |
| RE 1   | Heidelberg – Mannheim – Neustadt – Homburg – Saarbrücken – Trier – Koblenz                                        | ein Zugpaar      | DB Regio Mitte      |
| RE 5   | Heidelberg – Neckargemünd – Meckesheim – Sinsheim – Bad Rappenau                                                  | mehrere Zugpaare | DB Regio Mitte      |
| RE 10a | Mannheim – Heidelberg – Eberbach – Mosbach-Neckarelz – Bad Friedrichshall – Heilbronn                             | Zweistundentakt  | SWEG Bahn Stuttgart |
| RE 10b | Mannheim – Heidelberg – Meckesheim – Sinsheim – Bad Friedrichshall – Heilbronn                                    | Zweistundentakt  | SWEG Bahn Stuttgart |
| RE 40  | Mannheim – Heidelberg – Wiesloch-Walldorf – Bruchsal – Karlsruhe – Freudenstadt                                   | ein Zugpaar      | DB Regio Mitte      |
| RE 71  | Mühlacker – Bruchsal – Wiesloch-Walldorf – Heidelberg                                                             | Zweistundentakt  | SWEG Bahn Stuttgart |
| RE 73  | (Mannheim –) Heidelberg – Wiesloch-Walldorf – Bruchsal –Karlsruhe                                                 | Stundentakt      | DB Regio Mitte      |
| RB 68  | Frankfurt am Main – Darmstadt – Bensheim – Weinheim – Neu-Edingen/Friedrichsfeld – Heidelberg – Wiesloch-Walldorf | Stundentakt      | DB Regio Mitte      |

### S-Bahn Rhein-Neckar

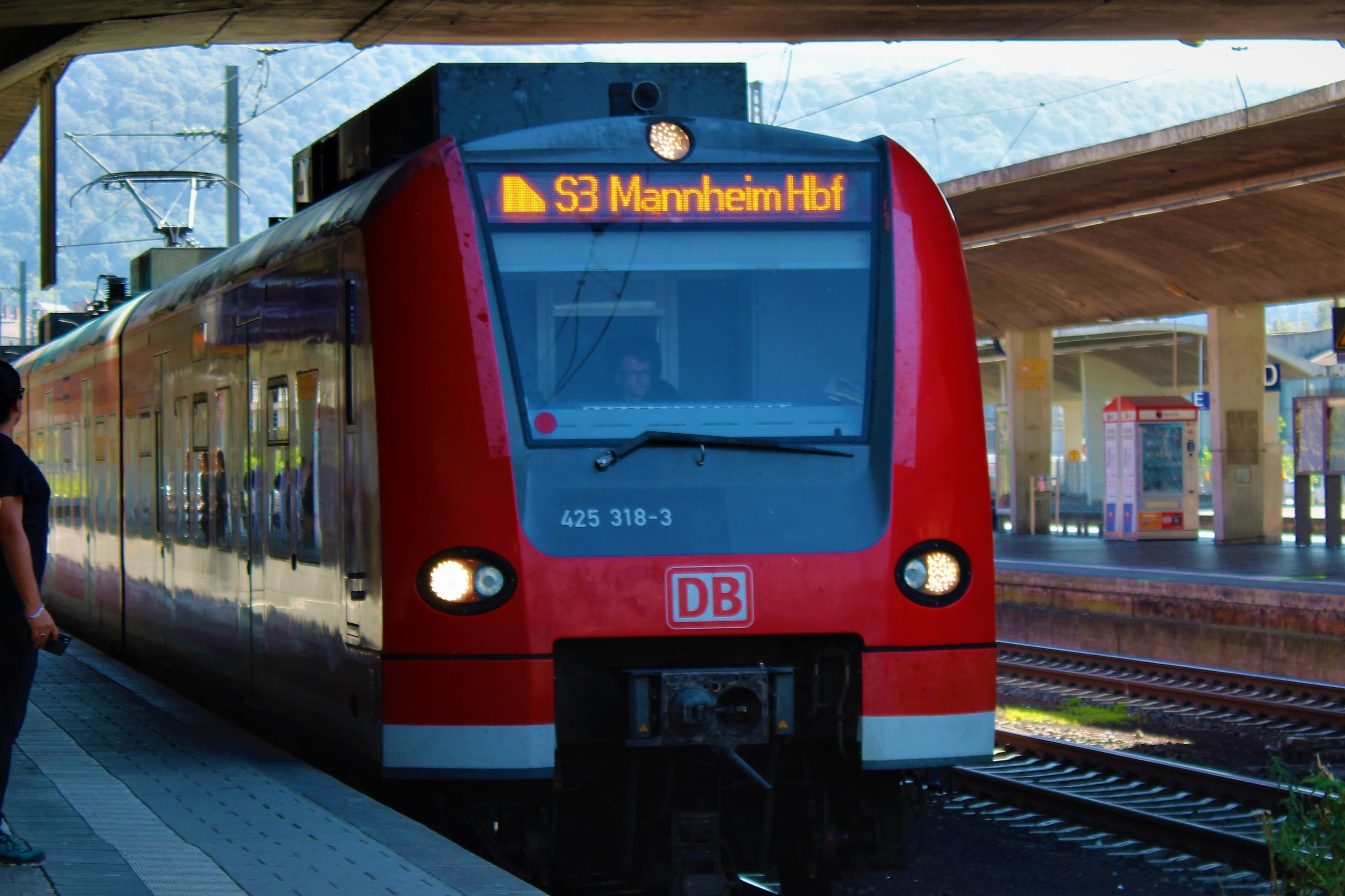
Zug mit Triebwagen der Baureihe 425 auf der Linie S3 der S-Bahn Rhein-Neckar auf dem Weg nach Mannheim Hbf

Heidelberg Hauptbahnhof ist seit 2003 eine wichtige Station der von der DB Regio Mitte betriebenen S-Bahn Rhein-Neckar.
| Linie | Verlauf | Takt                    |
| ----- | --- | ----------------------- |
| S 1   | Homburg (Saar) Hbf – Bruchmühlbach-Miesau – Hauptstuhl – Landstuhl – Kindsbach – Einsiedlerhof – Vogelweh – Kennelgarten – Kaiserslautern Hbf – Hochspeyer – Frankenstein (Pfalz) – Weidenthal – Neidenfels – Lambrecht (Pfalz) – Neustadt (Weinstr) Hbf – Neustadt (Weinstr)-Böbig – Haßloch (Pfalz) – Böhl-Iggelheim – Schifferstadt – Limburgerhof – (Ludwigshafen-Rheingönheim – Ludwigshafen-Mundenheim –) (einzelne Züge) Ludwigshafen (Rhein) Hbf – Ludwigshafen (Rhein) Mitte – Mannheim Hbf – Mannheim ARENA/Maimarkt – Mannheim-Seckenheim – Mannheim-Friedrichsfeld Süd – Heidelberg-Pfaffengrund/Wieblingen – Heidelberg Hbf – Heidelberg-Weststadt/Südstadt – Heidelberg-Altstadt – Heidelberg-Schlierbach/Ziegelhausen – Heidelberg Orthopädie – Neckargemünd – Neckargemünd Altstadt – Neckarsteinach – Neckarhausen (b Neckarsteinach) – Hirschhorn (Neckar) – Eberbach – Lindach – Zwingenberg (Baden) – Neckargerach – Binau – Mosbach‐Neckarelz – Mosbach West – Mosbach (Baden) – Neckarburken – Dallau – Auerbach (b Mosbach) – Oberschefflenz – Eicholzheim – Seckach – Zimmern bei Seckach – Adelsheim Nord – Osterburken Stand: Fahrplanwechsel Dezember 2021 | 60 min                  |
| S 2   | Kaiserslautern Hbf – Hochspeyer – Frankenstein (Pfalz) – Weidenthal – Neidenfels – Lambrecht (Pfalz) – Neustadt (Weinstr) Hbf – Neustadt (Weinstr)-Böbig – Haßloch (Pfalz) – Böhl-Iggelheim – Schifferstadt – Limburgerhof – Ludwigshafen-Rheingönheim – Ludwigshafen-Mundenheim – Ludwigshafen (Rhein) Hbf – Ludwigshafen (Rhein) Mitte – Mannheim Hbf – Mannheim ARENA/Maimarkt – Mannheim-Seckenheim – Mannheim-Friedrichsfeld Süd – Heidelberg-Pfaffengrund/Wieblingen – Heidelberg Hbf – Heidelberg-Weststadt/Südstadt – Heidelberg-Altstadt – Heidelberg-Schlierbach/Ziegelhausen – Heidelberg Orthopädie – Neckargemünd – Neckargemünd Altstadt – Neckarsteinach – Neckarhausen (b Neckarsteinach) – Hirschhorn (Neckar) – Eberbach – Lindach – Zwingenberg (Baden) – Neckargerach – Binau – Mosbach‐Neckarelz – Mosbach West – Mosbach (Baden) Stand: Fahrplanwechsel Dezember 2021 | 60 min                  |
| S 3   | Germersheim – Lingenfeld – Heiligenstein (Pfalz) – Berghausen (Pfalz) – Speyer Hbf – Speyer Nord-West – Schifferstadt Süd – Schifferstadt – Limburgerhof – (Ludwigshafen-Rheingönheim – Ludwigshafen-Mundenheim –) (stündlich) Ludwigshafen (Rhein) Hbf – Ludwigshafen (Rhein) Mitte – Mannheim Hbf – (Mannheim ARENA/Maimarkt – Mannheim-Seckenheim –) (stündlich) Mannheim-Friedrichsfeld Süd – Heidelberg-Pfaffengrund/Wieblingen – Heidelberg Hbf – Heidelberg-Kirchheim/Rohrbach – St Ilgen-Sandhausen – Wiesloch-Walldorf – Rot-Malsch – Bad Schönborn-Kronau – Bad Schönborn Süd – Stettfeld-Weiher – Ubstadt-Weiher – Bruchsal – (Bruchsal Bildungszentrum – Untergrombach – Weingarten (Baden) –) (einzelne Züge) Karlsruhe-Durlach – Karlsruhe Hbf Stand: Fahrplanwechsel Dezember 2021 | 30/60 min               |
| S 4   | Germersheim – Lingenfeld – Heiligenstein (Pfalz) – Berghausen (Pfalz) – Speyer Hbf – Speyer Nord-West – Schifferstadt Süd – Schifferstadt – Limburgerhof – Ludwigshafen-Rheingönheim – Ludwigshafen-Mundenheim – Ludwigshafen (Rhein) Hbf – Ludwigshafen (Rhein) Mitte – Mannheim Hbf – Mannheim ARENA/Maimarkt – Mannheim-Seckenheim – Mannheim-Friedrichsfeld Süd – Heidelberg-Pfaffengrund/Wieblingen – Heidelberg Hbf – Heidelberg-Kirchheim/Rohrbach – St Ilgen-Sandhausen – Wiesloch-Walldorf – Rot-Malsch – Bad Schönborn-Kronau – Bad Schönborn Süd – Stettfeld-Weiher – Ubstadt-Weiher – Bruchsal Stand: Fahrplanwechsel Dezember 2021 | 60 min (morgens/abends) |
| S 5   | Heidelberg Hbf – Heidelberg-Weststadt/Südstadt – Heidelberg-Altstadt – Heidelberg-Schlierbach/Ziegelhausen – Heidelberg Orthopädie – Neckargemünd – Bammental – Reilsheim – Mauer (b Heidelberg) – Meckesheim – Zuzenhausen – Hoffenheim – Sinsheim (Elsenz) Hbf – Sinsheim Museum/Arena – Steinsfurt – Reihen – Ittlingen – Richen – Eppingen Heidelberg–Meckesheim teilweise vereinigt mit S 51 nach Aglasterhausen Stand: Fahrplanwechsel Dezember 2021 | 30/60 min               |
| S 51  | Heidelberg Hbf – Heidelberg-Weststadt/Südstadt – Heidelberg-Altstadt – Heidelberg-Schlierbach/Ziegelhausen – Heidelberg Orthopädie – Neckargemünd – Bammental – Reilsheim – Mauer (b Heidelberg) – Meckesheim – Eschelbronn – Neidenstein – Waibstadt – Neckarbischofsheim Nord – Helmstadt (Baden) – Aglasterhausen Heidelberg–Meckesheim vereinigt mit S 5 nach Eppingen Stand: Fahrplanwechsel Dezember 2021 | 60 min                  |
| S 7   | Hockenheim – Oftersheim – Schwetzingen – Neu-Edingen/Friedrichsfeld – Heidelberg-Pfaffengrund/Wieblingen – Heidelberg Hbf Stand: Fahrplanwechsel Dezember 2021 | ein Zugpaar wochentags  |